# Emmanuel Chedal

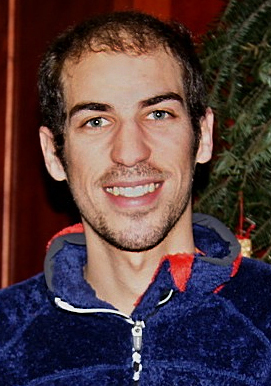
Emmanuel Chedal 2011.

Emmanuel Chedal, född 15 januari 1983 i Moûtiers i Savoie, är en fransk backhoppare. Han representerar CS Courchevel.

## Karriär
Emmanuel Chedal debuterade internationellt i världscupen på hemmaplan i Chamonix 6 december 1998. Då blev han nummer 46. Han var bland de tio bästa i en världscupdeltävling i Willingen i Tyskland 14 februari 2004. Han blev nummer åtta i en tävling som vanns av Janne Ahonen från Finland. Chedal kom på prispallen i världscuptävlingen i Lillehammer i Norge 6 december 2009, efter Simon Ammann från Schweiz och finländaren Harri Olli. Emmanuel Chedal har tävlat 12 säsonger i världscupen. Hans bästa resultat i den totala världscupen kom säsongen 2009/2010 då han blev nummer femton sammanlagt.  
Chedal startade i sitt första Skid-VM 2001 i Lahtis i Finland. Där blev han nummer 48 i normalbacken och nummer 34 i stora backen. Han tävlade också i de individuella tävlingarna i Skid-VM 2005 i Oberstdorf i Tyskland, i VM 2009 i Liberec i Tjeckien startade han i tävlingarna i stora backen och i Skid-VM 2011 i Oslo i Norge tävlade han i de individuella grenarna. Som bäst var han i Liberec 2009 då han blev nummer 18 individuellt och nummer 8 i lagtävlingen.
Emmanuel Chedal har tävlat i skidflygnings-VM 2002 i Harrachov, 2004 i Planica, 2006 i Kulm, 2008 i Oberstdorf och 2010 i Planica. Bästa individuella placering kom under VM i Planica 2010 då han blev nummer 14.
Under olympiska spelen 2002 i Salt Lake City i USA blev Chedal nummer 28 i normalbacken och nummer 10 i stora backen i  Utah Olympic Park Jumps. I olympiska spelen 2010 i Vancouver i Kanada blev han nummer 24 i normalbacken och 13 i stora backen i Whistler Olympic Park Ski Jumps. I lagtävlingen blev han nummer 9 med det franska laget.
Chedal två guldmedaljer (2009 och 2012), tre silvermedaljer (2009 och 2010) och två bronsmedaljer (2011 och 2012) från franska mästerskap.